# سرگی سماک
سرگی بوگدانوویچ سماک (روسی: Серге́й Богда́нович Сема́к؛ زادهٔ ۲۷ فوریهٔ ۱۹۷۶) بازیکن فوتبال پیشین و سرمربی فوتبال اهل روسیه است.
وی همچنین در تیم ملی فوتبال روسیه بازی کرده‌است.

## افتخارات

### باشگاهی
زسکا
- لیگ برتر فوتبال روسیه (۱): ۲۰۰۳
- جام حذفی فوتبال روسیه (۱): ۲۰۰۲
- سوپر جام فوتبال روسیه (۱): ۲۰۰۴
- لیگ اروپا (۱): ۲۰۰۵ (در مراحل اولیه بازی کرد و مدال کسب کرد)

پاری سن ژرمن
- جام حذفی فوتبال فرانسه (۱): ۰۶–۲۰۰۵

روبین کازان
- لیگ برتر فوتبال روسیه (۲): ۲۰۰۸، ۲۰۰۹
- سوپر جام فوتبال روسیه (۱): ۲۰۱۰

زنیت
- لیگ برتر فوتبال روسیه (۲): ۲۰۱۰، ۱۲–۲۰۱۱
- سوپر جام فوتبال روسیه (۱): ۲۰۱۱

### ملی
روسیه
- جام ملت‌های اروپا (۱): ۲۰۰۸ مدال برنز

### مربی
زنیت
لیگ برتر روسیه: ۱۹–۲۰۱۸